# برهانه آدره
برهانه آدره (انگلیسی: Berhane Adere؛ زادهٔ ۲۱ ژوئیهٔ ۱۹۷۳) دونده زن دو استقامت و ماراتن اهل اتیوپی بود.
از افتخارات وی میتوان به کسب مدال طلا دو ۱۰٬۰۰۰ متر در مسابقات جهانی دو و میدانی ۲۰۰۳ اشاره کرد.